# 維多利亞亮花鱂
維多利亞亮花鱂，為輻鰭魚綱鯉齒目鯉齒亞目花鳉科的其中一種，分布於南美洲巴拉那河中游及下游流域，體長可達2.3公分，屬雜食性，生活習性不明。

## 擴展閱讀
維基物種上的相關：維多利亞亮花鱂